# Rieden (Oberpfalz)
Rieden ist ein Markt im oberpfälzischen Landkreis Amberg-Sulzbach und zählt zur Metropolregion Nürnberg.

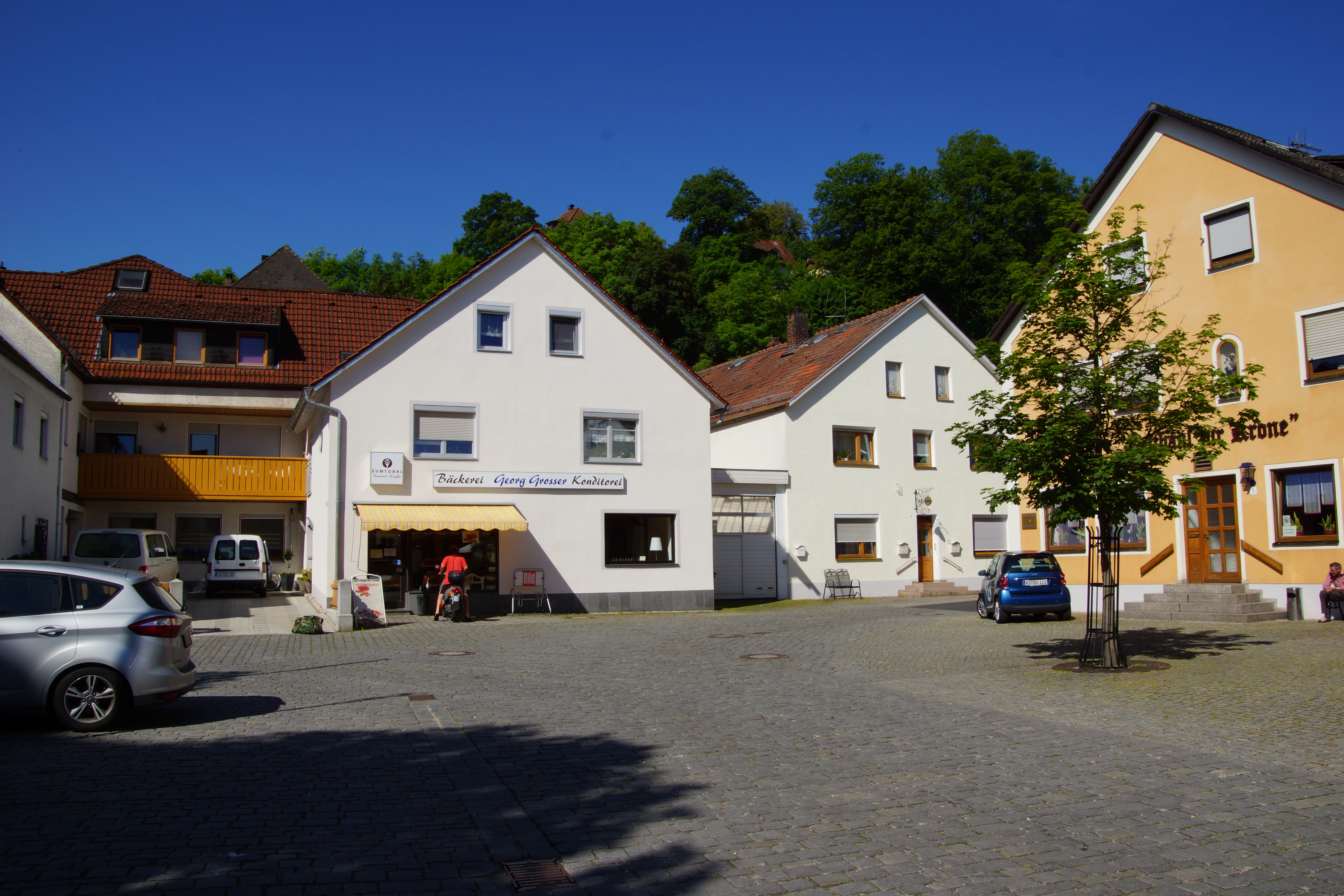
Marktplatz von Rieden

## Geografie

### Geografische Lage
Rieden liegt in der Region Oberpfalz-Nord am Unterlauf der nördlichen Vils, etwa 18 km vor deren Mündung in die Naab bei Kallmünz. Etwa 1,5 km von der südwestlichen Gemeindegrenze entfernt beginnt der Truppenübungsplatz Hohenfels.
Durch den Hauptort und die Ortsteile Siegenhofen, Vilshofen und Ettsdorf verläuft die Staatsstraße 2165.

### Gemeindegliederung
Es gibt 17 Gemeindeteile (in Klammern ist der Siedlungstyp angegeben):
- Aufheim (Einöde)
- Brunnschlag (Einöde)
- Degelhof (Einöde)
- Ettsdorf (Weiler)
- Fischeröd (Einöde)
- Gattershof (Weiler)
- Hammerberg (Dorf)
- Hirschhof (Einöde)
- Kamerlhof (Einöde)
- Kreuth (Weiler)
- Oed (Einöde)
- Rieden (Hauptort)
- Schönhof (Einöde)
- Siegenhofen (Kirchdorf)
- Taubenbach (Einöde)
- Vilshofen (Pfarrdorf)
- Vilswörth (Einöde)

Es gibt die Gemarkungen Vilshofen, Rieden, Siegenhofen und Taubenbacher Forst (nur Gemarkungsteil 2).

## Geschichte

### Bis zur Gemeindegründung
In Rieden befand sich vom 15. bis zum 17. Jahrhundert ein Eisenhammer, der vom Wasser der Vils betrieben wurde.
Der Markt Rieden war vor 1800 Pflegamt und gehörte zum Rentamt Amberg des Kurfürstentums Bayern. Rieden besaß das Marktrecht mit wichtigen Eigenrechten. Im Zuge der Verwaltungsreformen in Bayern entstand mit dem Gemeindeedikt von 1818 die Gemeinde Rieden.

### Eingemeindungen
1945/46 wurden Teile der Gemeinde Siegenhofen in die Gemeinde Rieden eingegliedert.
Im Zuge der Gebietsreform in Bayern entstand die heutige Gemeinde am 1. Januar 1971 durch die Zusammenlegung der Gemeinden Vilshofen und Rieden. Am 1. September 2015 erfolgte die Auflösung des gemeindefreien Gebiets Hirschwald. Dabei wurde ein Teil in die Gemeinde Rieden eingegliedert.

### Einwohnerentwicklung
Zwischen 1988 und 2018 wuchs der Markt von 2379 auf 2688 um 309 Einwohner bzw. um 13 %.
| Jahr      | 1970  | 1987  | 1991  | 1995  | 2000  | 2005  | 2010  | 2015  | 2021  |
| --------- | ----- | ----- | ----- | ----- | ----- | ----- | ----- | ----- | ----- |
| Einwohner | 2.245 | 2.303 | 2.527 | 2.698 | 2.893 | 2.970 | 2.914 | 2.735 | 2.820 |

## Politik
- CSU: 8
- FWG: 3
- SPD: 3

### Marktgemeinderat
Der Marktgemeinderat hat 14 Mitglieder. Weiteres Mitglied und Vorsitzender des Marktgemeinderates ist der Erste Bürgermeister. Bei der Gemeinderatswahl vom 15. März 2020 haben von den 2243 stimmberechtigten Einwohnern im Markt Rieden 1455 von ihrem Wahlrecht Gebrauch gemacht, womit die Wahlbeteiligung bei 64,87 % lag.

### Bürgermeister
Bei der Bürgermeisterwahl vom 15. März 2020 wurde der seit 1. Mai 2014 amtierende Erwin Geitner (CSU) mit 77,55 % der Stimmen wieder gewählt. Sein Vorgänger von 1990 bis 2014 war Gotthard Färber.

### Wappen
| Wappen von Rieden | Blasonierung: „In Silber ein linksgewendeter, rot gezungter schwarzer Rüde mit goldenem Halsband.“ |
| Wappen von Rieden | Ein wohl aus dem Siegelbild abgeleitetes Wappen ist seit 1568 belegt; es wurde 1971 ungültig. 1972 erfolgte die Neuannahme durch Beschluss des Gemeinderats und Zustimmung der Regierung der Oberpfalz. |

### Steuereinnahmen
2017 betrugen die Gemeindesteuereinnahmen 2.082.000 Euro, davon waren 358.000 Euro Gewerbesteuereinnahmen (netto) und 1.321.000 Euro Gemeindeanteil an der Einkommensteuer.

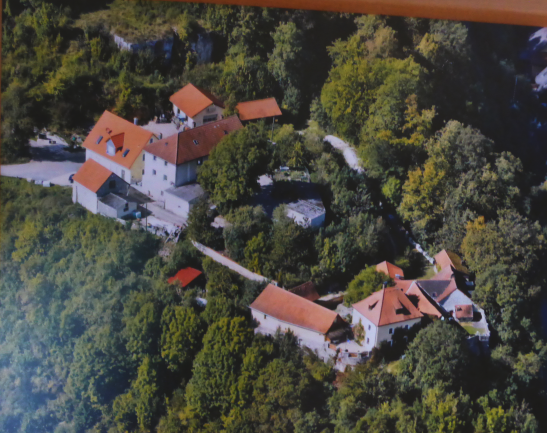
Luftaufnahme der ehemaligen Burg Rieden

## Kultur und Sehenswürdigkeiten
- Vilshofen
  - Pfarrkirche St. Michael (1781)
  - Allerseelenkapelle am Pfarrberg (1495)
  - Wieskirche am Pfarrberg (1751)
  - Kreuzweg auf den Pfarrberg (1747)
- Rieden
  - Pfarrkirche Mariä Himmelfahrt (1717)
  - Kirche St. Georg (15. Jahrhundert)
  - Weg-Kapelle an der Kreuther Straße (1687)
  - Kapelle am Schloßberg mit Kreuzwegstationen (18. Jahrhundert)
  - Vorgeschichtlicher Ringwall
- Rieden-Kreuth
  - G.O.N.D. (großes Festival)
  - Ragnarök 2010 in der Ostbayernhalle
- Freibad Rieden mit angeschlossenem Campingplatz

## Natur
- Das Naturschutzgebiet Unteres Pfistertal nördlich von Vilshofen

## Wirtschaft und Infrastruktur

### Wirtschaft einschließlich Land- und Forstwirtschaft
2017 gab es in der Gemeinde 376 sozialversicherungspflichtige Arbeitsplätze. Von der Wohnbevölkerung standen 1162 Personen in einem versicherungspflichtigen Beschäftigungsverhältnis. Damit war die Zahl der Auspendler um 786 Personen größer als die der Einpendler. 53 Einwohner waren arbeitslos. 2016 gab es 22 landwirtschaftliche Betriebe; 1063 Hektar des Gemeindegebietes waren landwirtschaftlich genutzt.

### Verkehr
Durch Rieden führt links der Vils die Staatsstraße 2165. Die Haltepunkte Rieden (Oberpf) und Vilshofen (Oberpf) lagen an der Bahnstrecke Amberg–Schmidmühlen, welche stillgelegt ist.

### Bildung
Es gibt folgende Einrichtungen:
- eine Kindertageseinrichtung mit 79 genehmigten Plätzen und 71 Kindern (Stand 1. März 2021) und
- die Grundschule Rieden mit acht Lehrkräften und 154 Schülern (Schuljahr 2020/21).[12]

Die zuständige Sprengelschule für die Mittelschüler ist seit Beginn des Schuljahres 2005/2006 in Ensdorf.

## Persönlichkeiten
- Georg Haberland (1830–1910), Künstler, Handwerker und Mitglied des Deutschen Reichstages
- Gotthard Färber (* 1950), 1978–1990 Mitglied des Marktgemeinderates, 1990–2014 erster Bürgermeister, 2020 zum Ehrenbürger ernannt.[13]